# Jared Leto
Jared Joseph Leto, född 26 december 1971 i Bossier City, Louisiana, är en Oscarsvinnande amerikansk skådespelare, producent och musiker.

## Biografi
Leto studerade skådespeleri på School of Visual Arts i New York, där han medverkade i sin egen film Crying Joy. Han slog igenom när han medverkade i TV-serien Mitt så kallade liv (1994–1995). Efter detta har han medverkat i en mängd storfilmer så som American Psycho (2000), Requiem for a Dream (2000) och Alexander (2004). Vid Oscarsgalan 2014 vann han en Oscar i kategorin Bästa manliga biroll för sin roll i Dallas Buyers Club.
Jared Leto är vid sidan av filmkarriären sångare och gitarrist i rockgruppen Thirty Seconds to Mars. Han har även regisserat nästan alla musikvideorna till sitt band själv. Det gör han under namnet Bartholomew Cubbins. Han är bror till Shannon Leto, trummis i Thirty Seconds to Mars.
Två gånger, 1996 och 1997, har Jared Leto blivit utsedd till en av världens 50 vackraste människor av tidningen People.

## Filmografi

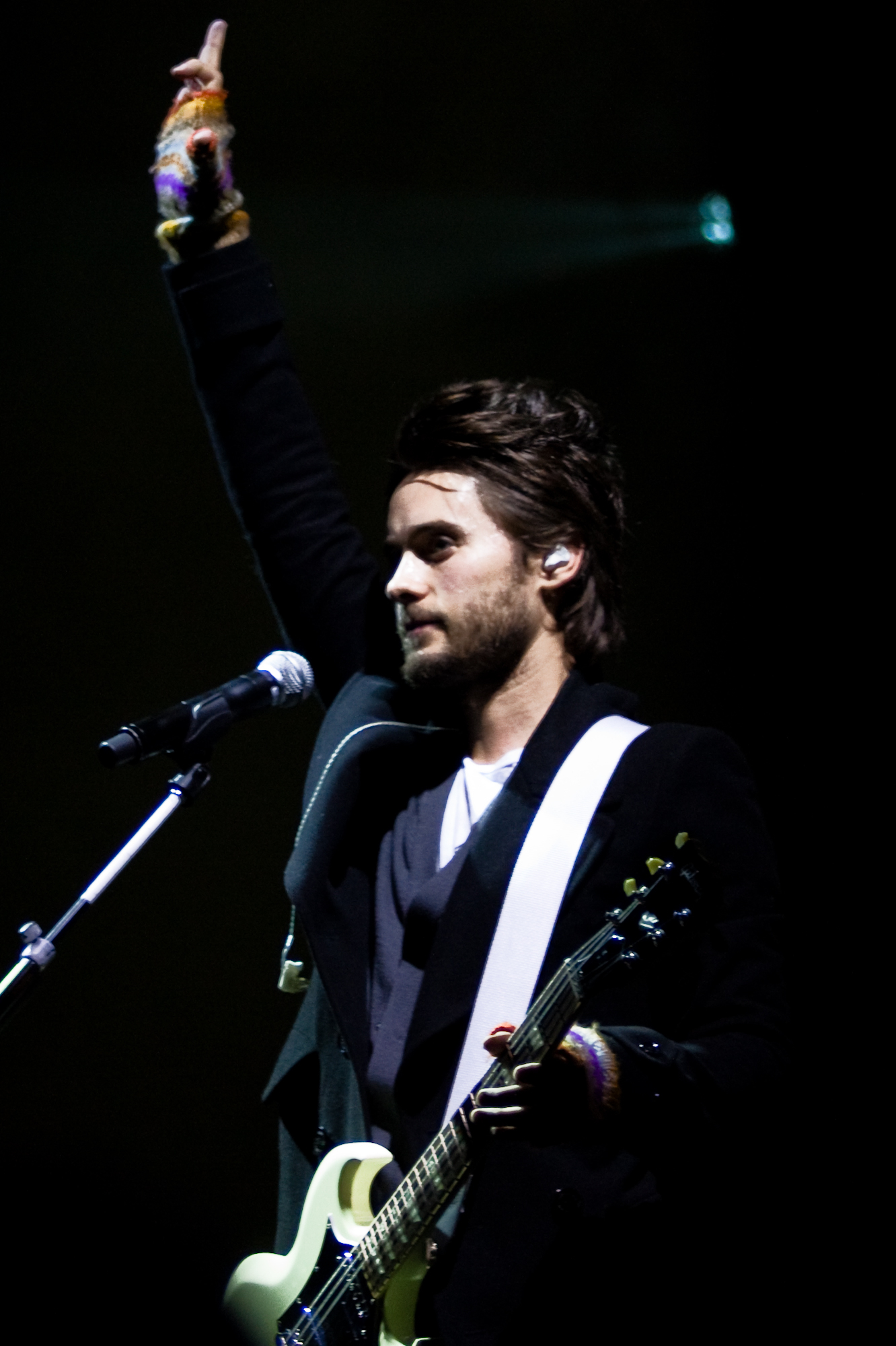
Jared Leto på scen under en spelning med sitt band Thirty Seconds to Mars 2009.

| År        | Titel                                 | Roll                    | Noteringar |
| --------- | ------------------------------------- | ----------------------- | --- |
| 1992–1993 | Camp Wilder                           | Dexter                  | 2 avsnitt |
| 1993      | Almost Home                           | Rick Aiken              | 1 avsnitt |
| 1994      | Rebel Highway                         | Michael                 | 1 avsnitt |
| 1994      | Cool and the Crazy                    | Michael                 | TV-film |
| 1994–1995 | Mitt så kallade liv                   | Jordan Catalano         | 19 avsnitt |
| 1995      | Hur man gör ett amerikanskt lapptäcke | Beck                    | |
| 1996      | The Last of the High Kings            | Frankie Griffin         | |
| 1997      | Prefontaine                           | Steve Prefontaine       | |
| 1997      | Switchback                            | Lane Dixon              | |
| 1998      | Basil                                 | Basil                   | |
| 1998      | Mördande legender                     | Paul Gardener           | |
| 1998      | Den tunna röda linjen                 | Second Lieutenant Whyte | Satellite Special Achievement Award för Outstanding Motion Picture Ensemble |
| 1999      | Fight Club                            | Angel Face              | Nominerad – Blockbuster Entertainment Award för Favorite Action Team |
| 1999      | Stulna år                             | Tobias "Toby" Jacobs    | Nominerad – Broadcast Film Critics Association Award för Best Supporting Actor |
| 1999      | Black and White                       | Casey                   | |
| 2000      | American Psycho                       | Paul Allen              | |
| 2000      | Requiem for a Dream                   | Harry Goldfarb          | Nominerad — Boston Society of Film Critics Award för Best Actor Nominerad – Chlotrudis Award för Best Cast Nominerad – Florida Film Critics Circle Award för Best Actor Nominerad – Florida Film Critics Circle Award för Best Cast Nominerad – Kansas City Film Critics Circle Award för Best Actor Nominerad – New York Film Critics Circle Award för Best Actor Nominerad – Online Film Critics Society Award för Best Cast Nominerad – Southeastern Film Critics Association Award för Best Actor Nominerad – Stockholm Film Festival Award för Best Actor |
| 2000      | Sunset Strip                          | Glen Walker             | |
| 2002      | Highway                               | Jack Hayes              | Nominerad – Video Premiere Award för Best Actor |
| 2002      | Panic Room                            | Junior                  | |
| 2003      | Sol Goode                             | Rock Star Wannabe       | Även medproducent |
| 2003      | Phone Booth                           | Bobby                   | Cameo; borttagen scen |
| 2004      | Alexander                             | Hephaestion             | |
| 2005      | Lord of War                           | Vitaly Orlov            | |
| 2006      | Lonely Hearts                         | Raymond Fernandez       | Austin Film Festival Award för Best Actor |
| 2007      | Chapter 27                            | Mark David Chapman      | Även exekutiv producent Zurich Film Festival Award för Best Performance Nominerad – First Half of the Year Award för Best Actor in a Leading Role Nominerad – Stockholm Film Festival Award för Best Actor |
| 2009      | Mr. Nobody                            | Nemo Nobody             | Puchon International Fantastic Film Festival Award för Best Performance Nominerad – Karlovy Vary International Film Festival Award för Best Actor Nominerad – Sitges Film Festival Award för Best Actor Nominerad – Stockholm Film Festival Award för Best Actor Nominerad – Venice Film Festival Volpi Cup för Best Actor |
| 2011      | TT3D: Closer to the Edge              | Berättare (röst)        | Dokumentär |
| 2012      | Artifact                              | Sig själv               | Dokumentär; även regissör |
| 2013      | City of Angles                        | Sig själv               | Dokumentär kortfilm; även regissör |
| 2013      | Dallas Buyers Club                    | Rayon                   | Satellite Awards för Outstanding Performance by a Male Actor in a Supporting Role Screen Actors Guild Awards för Outstanding Performance by a Male Actor in a Supporting Role Golden Globe för Bästa manliga skådespelare – komedi eller musikal Oscar för bästa manliga biroll |
| 2014–2015 | Into the Wild                         | Sig själv               | Dokumentär; 16 avsnitt; även regissör |
| 2015      | Beyond the Horizon                    | –                       | TV-dokumentär; endast regissör |
| 2016      | Holy Hell                             | –                       | Dokumentär; endast exekutiv producent |
| 2016      | Great Wide Open                       | Sig själv               | Dokumentär kortfilm; även regissör |
| 2016      | Suicide Squad                         | Jokern                  | |
| 2017      | 2036: Nexus Dawn                      | Niander Wallace         | Kortfilm |
| 2017      | Blade Runner 2049                     | Niander Wallace         | |
| 2018      | The Outsider                          | Nick Lowell             | |
| 2019      | A Day in the Life of America          | –                       | Dokumentär; även regissör |
| 2021      | The Little Things                     | Albert Sparma           | |
| 2021      | Zack Snyder's Justice League          | Jokern                  | |
| 2021      | House of Gucci                        | Paolo Gucci             | |
| 2022      | Morbius                               | Michael Morbius         | |

## Diskografi
Studioalbum med Thirty Seconds to Mars:
- 2002 – 30 Seconds to Mars
- 2005 – A Beautiful Lie
- 2009 – This Is War
- 2013 – Love Lust Faith + Dreams
- 2023 - It's the end of the world but it's a beautiful day